# Aszur-da’’inanni (eponim)
Aszur-da’’inanni (akad. Aššur-da’’inanni, w transliteracji z pisma klinowego zapisywane maš-šur-KALAG-in-an-ni; tłum. „Aszurze, wzmocnij mnie!”) – wysoki dostojnik (funkcja nieznana) za rządów asyryjskiego króla Adad-nirari II (911-891 p.n.e.); z asyryjskich list i kronik eponimów wiadomo, iż w 908 r. p.n.e. sprawował urząd limmu (eponima).